# 安德烈·彼得罗维奇·卡皮察
安德烈·彼得罗维奇·卡皮察（俄語：Андрей Петрович Капица，1931年7月8日—2011年8月2日）是俄羅斯地理學家和南極探險家，南極洲最大的冰底湖——沃斯托克湖的第一位發現者。也是俄羅斯卡皮察家族的一員。
安德烈藉由蘇聯南極遠征時所取得的地震波測定南極冰蓋厚度數據，而認為南極洲沃斯托克站區域底下存在水體。發現沃斯托克湖是一項近代世界地理研究的重大事件。

## 早年
安德烈·卡皮察的父親是諾貝爾物理學獎得主彼得·卡皮察，外祖父是應用數學家暨海洋工程師阿列克謝·克雷洛夫。彼得·卡皮察育有謝爾蓋和安德烈兩子，兩人都出生於父親進行研究工作的英國劍橋。
1953年，安德烈畢業於莫斯科國立大學地理學院，後在該學院的實驗地貌學實驗室內工作。

## 南極研究和發現沃斯托克湖

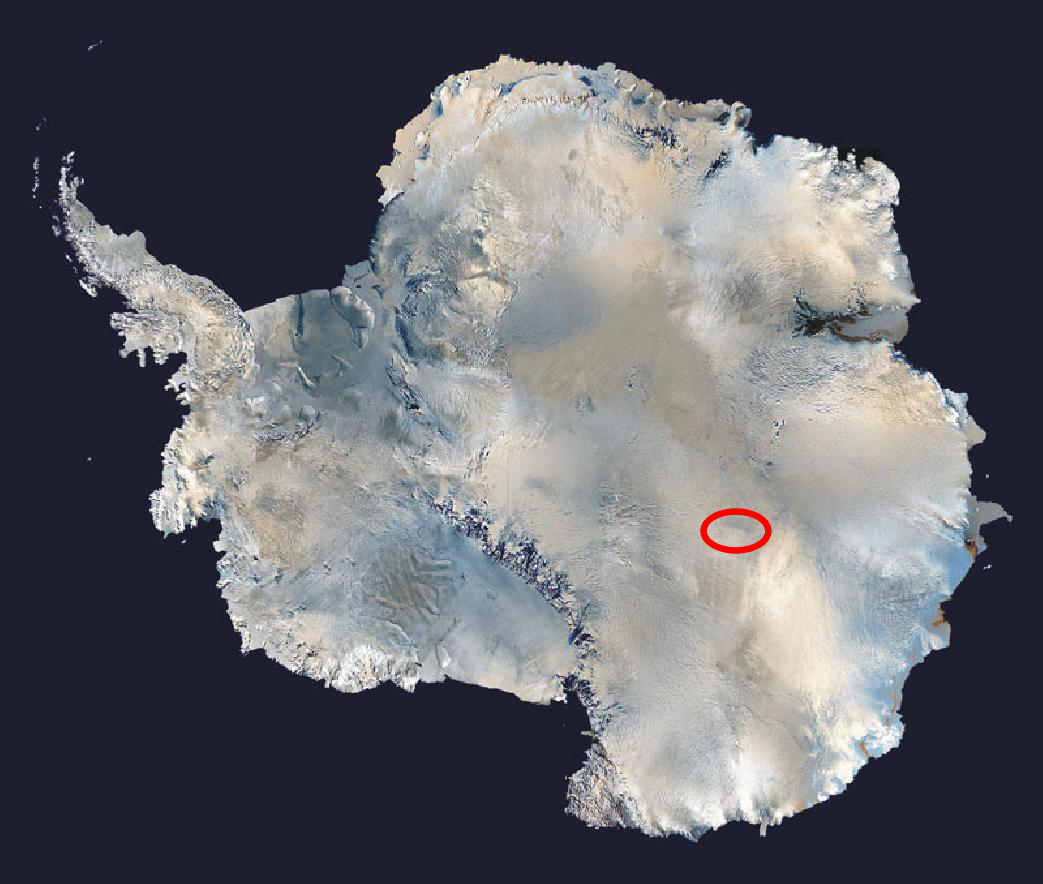
沃斯托克湖在東部南極洲的位置

1958年，安德烈為他的副博士學位論文《東南極洲冰蓋形態（俄語：Морфология ледникового покрова Восточной Антарктиды）》進行答辯。1968年，安德烈為他的自然科學博士論文《南極洲冰底地勢起伏（俄語：Подлёдный рельеф Антарктиды）》進行答辯。之後安德烈在1955年至1964年間共參與了四次蘇聯南極遠征。
19世紀末期，俄國科學家彼得·阿歷克塞維奇·克魯泡特金提出南極洲冰蓋底下蘊藏淡水的可能性。他的理論認為上方數千公尺厚重冰層所形成的壓力，可以使最底處的冰層高過冰點融化成水。克魯泡特金的理論隨後被俄國冰河學家I·A·佐季科夫1967年的博士論文所採用。
安德烈利用1959年至1964年蘇聯南極遠征製造的沃斯托克站地震波探測機，測量附近冰蓋的厚度，發現兩處地方反射波增強，一處來自岩床，而另一處則來自沉積層。他是第一個認為此地區底下擁有冰底湖的人，後來此湖被稱為沃斯托克湖。此湖名稱來自沃斯托克站，也是繼承於一艘俄國探險家別林斯高晉所乘的南極探險船沃斯托克號。沃斯托克在俄羅斯文的意思為東方，也象徵此湖和科學考察站座落於南極洲東部。

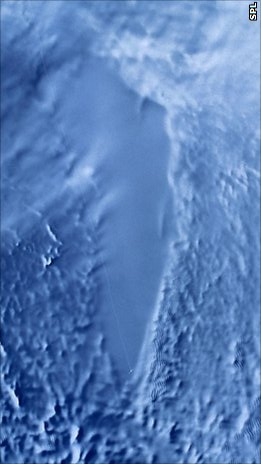
NASA衛星所攝的沃斯托克湖影像

1993年，俄羅斯和英國的研究團隊證實了此湖的存在。隨著研究的進展，其他冰底湖的存在也逐漸被發現。

## 晚年
1965年至1970年，安德烈擔任母校莫斯科國立大學地理學院的院長。1967年至1969年，他成為蘇聯科學院東非遠征隊的隊長。1970年，他獲選為蘇聯科學院院士。1971年，獲頒蘇聯國家獎。1972年，獲頒莫斯科國立大學狄米翠·安努琴獎，以表彰他對繪製南極洲地圖的貢獻。安德烈支持南極上空臭氧洞是自然引起和自然界影響全球暖化的理論。
2011年8月2日，安德烈以80歲高齡於莫斯科去世。半年後，2012年2月6日，在經過20年以上的鑽探，一個俄羅斯科研團隊取得世界最長的冰芯並終於成功突破3768公尺厚的冰層抵達沃斯托克湖。

## 家庭
- 父親：彼得·卡皮察，著名蘇聯物理學家，因低溫物理學研究和發現超流體而獲得諾貝爾物理學獎。[5]
- 母親：安娜·阿列克謝芙娜·克雷洛夫，阿列克謝·克雷洛夫之女。[5]
- 外祖父：阿列克謝·克雷洛夫，應用數學家暨海洋工程師，水密艙室技術的開發者。[11]
- 兄長：谢尔盖·彼得罗维奇·卡皮察，俄羅斯物理學家、人口統計學家、電視科學節目《明顯卻難以置信（英語：Evident, but Incredible）》的主持人。[12]